# Eupelmus rohdendorfii
Eupelmus rohdendorfii is een vliesvleugelig insect uit de familie Eupelmidae. De wetenschappelijke naam is voor het eerst geldig gepubliceerd in 1963 door Trjapitzin.